# 由雲龍

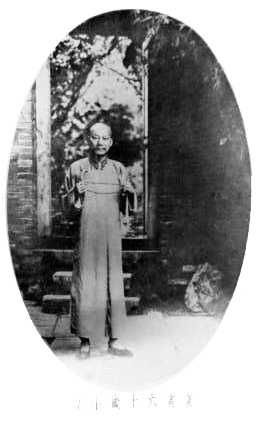
由云龙60岁时留影

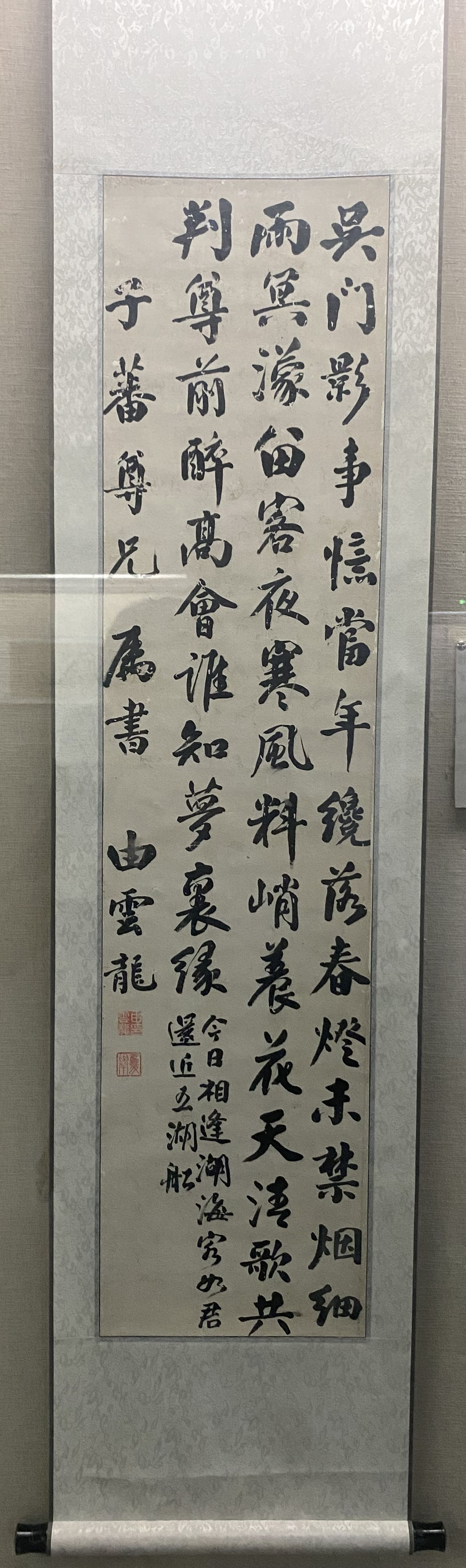
由云龙的书法作品

由雲龍（1877年—1961年4月20日），字程孙，号夔举，晚号定庵，云南楚雄府姚州人，中华民国政治人物，教育家。

## 生平
清光绪二十三年（1897年）丁酉科举人。二十九年（1903年）赴京参加癸卯会试，“以策对中有过激语，为主司所摒”，转而考入京师大学堂优级师范科。1907年2月，受云南地方政府资助，前往日本游学考察。同年五月返回云南，任云南省优级师范监学。光绪三十四年（1908年），在昆明与钱用中、赵式铭等创办《云南日报》。宣统元年（1909年）秋任云南陆军讲武堂普通学教员，其间加入同盟会。同年12月任云南教育总会会长。1910年12月任大理中学堂监督。
1911年11月，大理响应重九起义而成立迤西自治机关总部，云龙任被推为协理，旋即升任总理。1912年任永昌府知府，10月任云南军都督府秘书处秘书长。1913年，任云南教育司司长。1914年，任云南军都督府政务厅厅长、水利总局局长。1915年春，任开武将军行署秘书长。护国战争期间，1915年12月任云南军都督府文官处文官长、秘书厅厅长，云南护国军总司令部秘书厅厅长。1916年，北洋政府以“军书政务筹措有方”授勋四位、二等嘉禾勋章、五等文虎勋章，并在家乡建立了一座“纪勋坊”。1916年，任云南盐运使，任内暂设官运局，平抑市价。1917年10月至1919年2月，唐继尧率靖国联军出征期间，由云龙代理云南省长兼政务厅厅长。1921年被推选为云南省第二届议会议员、议长。1927年，任云南省务委员会教育厅厅长，云南省政府委员兼教育厅厅长。曾赴日本、美国考察工业，归国后在云南创办电力、自来水等公用事业，并首先在云南创办电灯公司。此后潜心著述、整理旧籍，直至抗战开始后，出任云南省第六届临时参议会议长，后被国民政府授予三等景星勋章、胜利勋章，历任云南省参议会议长，云南省政府顾问，云南绥靖主任公署顾问等职。
1949年12月参加卢汉云南起义。中华人民共和国成立后，参与筹组云南省各界人民代表会议协商委员会，被推选为委员、常务委员。1950年任云南省人民政府参事室参事。1950年12月当选为云南省第一届人民代表大会代表。1955年2月至1963年，任第一、第二届云南省政协副主席。还担任云南省人民政府文史研究馆筹备委员会主任委员等职。
1958年，周恩来邀由云龙到全国政协做文史研究工作，因病未能成行。1961年4月20日，由云龙病逝，享年85岁。

## 著作
由云龙辑有《南雅诗社集》，著有《桂堂余录》、《定庵诗话》、《定庵题跋》、《定庵文存》、《定庵诗稿》、《游美笔谈》、《滇故琐录》、《高峣志》、《石鼓文汇考》、《传奇》、《云南乐府歌曲附民歌》等，总纂《姚安县志》、《小说丛谈》。